# Eritrea na Zimních olympijských hrách 2018
Eritrea se účastnla Zimních olympijských her 2018 v Pchjongčchangu v Jižní Koreji od 9. do 25. února 2018. Eritrea byla na zimní olympiádě poprvé v historii, reprezentoval ji jediný sportovec, sjezdař Shannon-Ogbnai Abeda, který se narodil a žije v Kanadě.

## Počty účastníků podle sportovních odvětví
Počet sportovců startujících v jednotlivých olympijských sportech:
| Sport           | Muži | Ženy | Celkem |
| --------------- | ---- | ---- | ------ |
| Alpské lyžování | 1    | 0    | 1      |
| Celkem          | 1    | 0    | 1      |

## Výsledky sportovců

### Alpské lyžování
| Závod       | Sportovci            | 1. kolo    | 2. kolo    | Celkem     | Ztráta     | Pořadí     |
| ----------- | -------------------- | ---------- | ---------- | ---------- | ---------- | ---------- |
| Obří slalom | Shannon-Ogbnai Abeda | 1:19,86    | 1:20,01    | 2:26,87    | +21,83     | 61.        |
| Slalom      | Shannon-Ogbnai Abeda | Nedokončil | Nedokončil | Nedokončil | Nedokončil | Nedokončil |